# مجزرة عائلة الحواجري 2023
مجزرة عائلة الحواجري (2023) هي سلسلة مجازر ارتكبها سلاح جوّ الإحتلال الإسرائيلي بتاريخ 4 نوفمبر 2023 وبتاريخ 23 ديسمبر 2023. استهدفت هذه الغارات الجوية منازل عائلة الحواجري في مخيم النصيرات. هذه المجازر من ضمن عدة مجازر وقعت خلال عملية طوفان الأقصى. تسبّبت هذه المجازر الإسرائيليّة والتي استهدفت منازل عائلة الحواجري إلى استشهاد أكثر من 22 شهيدًا وجميعهم من عائلة واحدة.

## خلفية الحدث
في ساعاتِ الصباح الأولى من يوم السابع من أكتوبر 2023 أطلقت حركة المقاومة الإسلامية حماس عبر ذراعها العسكري كتائب الشهيد عز الدين القسام عملية طوفان الأقصى وذلك ردًا على الاعتداءات الإسرائيلية وتدنيس الأقصى والاستمرار في الاستيطان، كما أكّد على ذلك محمد الضيف القائد العام للقسّام والذي أعطى إشارة انطلاق العمليّة التي شهدت اقتحامًا من المقاومين لمستوطنات غلاف غزة ونجحوا في قتلِ عدد كبيرٍ من الجنود الإسرائيلين، وأسر عشرات آخرين كما استطاعوا خلال ساعات قطع عشرات الكيلومترات ووصلوا لمستوطنات أبعد من تلك المحيطة والقريبة من قطاع غزة.
الرد الإسرائيلي على هذه العمليّة جاء من خلال شنّ سلاح الجو الإسرائيلي عشرات الغارات العشوائيّة على القطاع متسبّبة في مقتل عشرات المدنيين وتدمير البنية التحتية لمدن القطاع، ليصل حد فرض إغلاق شامل وقطع متعمد لكل الخدمات من ماء وكهرباء وغاز، وهو ما هدَّد حياة أكثر من مليونَي فلسطيني يعيشُ داخل القطاع الذي يُعاني أصلًا من تبعات الحصار الخانق عليهم منذ ستة عشر عاماً.
وفي مساء يوم 27 أكتوبر/تشرين الأول، أعلن جيش الاحتلال الإسرائيلي بدء الهجوم بري على قطاع غزة من خلال بدء التوغل في بلدة بيت حانون ومخيم البريج. حدث الهجوم وسط سلسلة من الغارات الجوية الإسرائيلية واسعة النطاق التي أدت إلى قطع الاتصالات المتنقلة والوصول إلى الإنترنت في غزة.
وبتاريخ 24 نوفمبر 2023 تم وقف إطلاق النار بين المقاومة الفلسطينية وإسرائيل، وهو وقف إطلاق نار مؤقت جرى في الحرب الدائرة بين فصائل المقاومة الفلسطينية في غزة وإسرائيل. وبتاريخ 2 ديسمبر انتهت الهدنة، وخلال ساعات إنتهاء الهدنة الأولى قام سلاح الطيران الإسرائيلي بشن هجمات صاروخية مكثفة على كافة أنحاء القطاع مع التركيز على المنطقة الجنوبية لقطاع غزة.

## الضحايا
1. سرحان محمد الحواجري
2. إسلام الحواجري
3. ضياء سرحان الحواجري
4. محمد سرحان الحواجري
5. جنان سرحان الحواجري
6. محمد نضال الحواجري
7. معتز مروان الحواجري
8. ملاك مروان الحواجري
9. ريام مروان الحواجري
10. أمير جابر الحواجري
11. زكي مصباح الحواجري
12. سميرة حسين الحواجري
13. محمود زكي الحواجري
14. حمزة زكي الحواجري
15. عوض زكي الحواجري
16. إسلام حاتم محسن
17. كرم عوض زكي الحواجري
18. محمد عوض زكي الحواجري
19. محمود كامل الحواجري
20. منة كامل الحواجري
21. عبد الرحمن مطلق زقوت
22. عبد الرحمن رياض زقوت